# Élisa Houdry
Élisa Houdry, née le 7 novembre 1980 à Paris, est une sportive de haut niveau pilote de parapente. Elle devient championne du monde en 2009 au Mexique.

## Biographie
Née à Paris le 7 novembre 1980, Élisa Houdry a toujours rêvé de voler, comme ses parents parapentistes depuis 1990. Elle déclare : « Quand j’étais petite, au lieu de jouer à la Barbie, j’essayais de faire voler un Playmobil au bout d’un sac plastique… »
Elle commence par faire des vols en biplaces, puis, dès l'âge de quatorze ans, se lance en solo.
Professeur d'EPS, elle déménage à Annecy, où elle enseigna dans les collèges de la région (Annecy-le-Vieux…)  et intègre l'équipe de France de parapente.
Des soucis de santé l'éloignent de la compétition pendant trois ans entre 2004 et 2007 mais cette épreuve la rend plus forte : « Tout passage délicat dans la vie  se révèle au final bénéfique… Je suis intimement persuadée que sans cette période difficile, je ne serais pas arrivée à ce résultat. »
Douze ans après Sandie Cochepain, Élisa Houdry est sacrée championne du monde de parapente en février 2009 dans la Valle de Bravo au Mexique, avec dix manches de près de cent kilomètres à parcourir chaque jour.
Depuis 2008, Élisa Houdry est l'un des ambassadeurs pour la candidature de la ville d'Annecy pour les JO 2018.

## Palmarès
- Championnat du monde féminin[3]
  - Championne en 2009 au Mexique ;
  - Seconde de la superfinale en 2009 ;

- Coupe du monde[3]
  - Vainqueur au Brésil, à Annecy, en Turquie ;

- Coupe d'Europe[3]
  - Vainqueur en 2009 ;
  - Vainqueur par équipe en 2008 en Serbie ;
  - Médaille de bronze en 2008 en Serbie ;

- Championnat de France[3]
  - Championne en 2007, 2008, 2009, 2011 ;
  - Quatrième du classement général en 2009 ;

- Coupe de France[3]
  - Vainqueur en 2004, 2007, 2008, 2009 ;
  - Vainqueur en plaine en 2003.